# マイケル・ピーター・ジャクソン

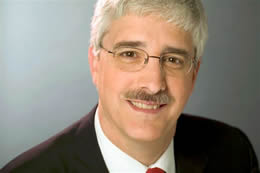
マイケル・ピーター・ジャクソン

マイケル・ピーター・ジャクソン（Michael Peter Jackson, 1954年4月28日 - ）は、アメリカ合衆国の政治家。ジョージ・W・ブッシュ政権で運輸副長官（2001年5月-2003年8月）および国土安全保障副長官（2005年3月-2007年10月）を務めた。

## 生涯
1972年にヒューストン大学に入学、ロス・レンスを指導教授として1977年に学士号を取得。1985年にジョージタウン大学行政学研究科を優等で修了、博士号を取得。1985年から1986年までジョージア大学政治学部で助教授。
ロナルド・レーガン政権下の1986年から1988年まで教育長官直属職員。大ブッシュ政権下の1991年から1992年まで大統領特別補佐官（内閣連絡担当）、1992年から1993年まで運輸長官首席補佐官。
1993年から1997年まで米国トラック協会上級副社長。異なる交通機関の連携による輸送や、国際的政策・技術的政策に関する問題を取り扱った。1997年から2001年1月までロッキード・マーティンIMS社の交通部門で最高執行責任者。
2001年5月から2003年8月まで運輸省にて運輸副長官。省内の最高執行責任者として日々の組織運営に責任を負った。2001年9月11日のアメリカ同時多発テロ事件後には、年間予算680億米ドル、職員数17万9000人に組織を拡張させた。在任中は特にテロ攻撃への対応に注力し、運輸保安局の創設や航空産業の復旧管理を行った。また全米鉄道旅客公社取締役会理事および同監査委員会議長も務めた。
2003年12月から2005年1月までAECOM上級副社長。同社は建築設計を扱う総合技術企業であり、ジャクソンは国内外の政府系サービス向けの戦略計画を提案する最高執行責任者としての役割を担った。また在職中の2004年、アメリカの宇宙開発政策を推進する大統領委員会で委員を務め、アメリカ航空宇宙局の将来ミッションを遂行するための管理ロードマップ策定に関与した。
2005年3月から2007年10月まで、国土安全保障副長官。2005年3月10日に上院の承認を受け、国土安全保障省の最高執行責任者として日常業務の管理を行った。2007年10月26日、「個人的な財政的理由」により同職を辞任。